# Orgues de Flandre
Els Orgues de Flandre són un conjunt d'edificis d'habitatges situats a París, a França.

## Descripció
Construïdes al 19è districte, per l'arquitecte Martin van Trek als 67-107 de l'avenue de Flandre i 14-24 de la rue Archereau, i inaugurades entre 1974 i 1980, es tracta de quatre torres d'habitatges en copropietat, enmig d'un conjunt d'allotjaments socials de 6ha, anomenat l'îlot Riquet, barreja de diversos edificis de 15 pisos i de les quatre torres:
- La torre 1 (o torre Prélude, construïda el 1979), de 38 pisos, 123m d'alçària (100m sense l'antena), la 5a estructura més alta del municipi de París, després de la torre Eiffel, la torre Montparnasse, la xemeneia del Front-de-Seine i l'hotel Concorde Lafayette, i l'immoble més alt d'habitatges.
- La torre 2 (o torre Fugue, construïda el 1974), de 32 pisos i 108m d'alçària.
- La torre 3 (o torre Cantate), de 30 pisos i 101m d'alçària.
- La torre 4, de 25 pisos i 90m d'alçària.

Hi ha aproximadament 5000 habitants a l'îlot Riquet.